# Андреа Навагеро
Андреа Навагеро (1483, Венеція — 8 травня 1529, Блуа) — італійський поет, оратор, ботанік і офіційний історик Венеціанської республіки.

## Життєпис
Народився у венеціанській знатній родині та став членом Maggior Consiglio у 1504 році. Вивчав класичну літературу та мови у Венеції та Падуї. У Венеції працював із видавництвом (Aldina або Aldine Press) та академією, заснованою Мануціо, але протягом кількох десятиліть після 1515 року, якою керував Андреа Торресано. Наважеро користувався великим попитом для написання елегій про відомих особистостей, зокрема Катерину Корнаро, Маркантоніо Сабелліко, дожа Леонардо Лоредана та Джованні Якопо Трівульціо. Він допомагав пресі Aldine у публікації кодексів класичних авторів, таких як Цицерон, Овідій, Вергілій, Квінтиліан і Лукрецій. Його поховали в Сан-Мартіно-ін-Мурано.